# Disuguaglianza di Bonse
In teoria dei numeri, la disuguaglianza di Bonse è una disuguaglianza tra numeri primi, dimostrata per vie elementari da H. Bonse nel 1907. Detto {\displaystyle p_{n}} l'{\displaystyle n}-esimo numero primo, essa afferma che
{\displaystyle p_{n+1}^{2}<p_{1}p_{2}...p_{n}}
per {\displaystyle n>3}. Utilizzando questa disuguaglianza, Bonse dimostrò che 30 è il più grande intero {\displaystyle n} con la seguente proprietà: se un numero naturale {\displaystyle k}, con {\displaystyle 1<k<n}, è tale che il massimo comune divisore {\displaystyle (n,k)=1}, allora {\displaystyle k} è un numero primo.
Bonse dimostrò anche la disuguaglianza più forte:
{\displaystyle p_{n+1}^{3}<p_{1}p_{2}...p_{n}}
per {\displaystyle n>5}.
Queste disuguaglianze rafforzano la seguente:
{\displaystyle p_{n+1}<p_{1}p_{2}...p_{n}}
che è conseguenza immediata della dimostrazione di Euclide del teorema dell'infinità dei numeri primi.

## Miglioramenti e disuguaglianze analoghe
M. Dalezman dimostrò nel 2000 che
{\displaystyle p_{n+1}p_{n+2}<p_{1}p_{2}...p_{n}}
per {\displaystyle n>3}.
J. Sandór dimostrò alcune disuguaglianze simili nel 1988, tra cui:
{\displaystyle p_{n+5}^{2}+p_{[{\frac {n}{2}}]}^{2}<p_{1}p_{2}...p_{n}}
per {\displaystyle n>23}.
L. Pósa dimostrò nel 1960 che, per ogni {\displaystyle k>1}, esiste {\displaystyle n_{k}} tale che:
{\displaystyle p_{n+1}^{k}<p_{1}p_{2}...p_{n}}
per {\displaystyle n\geq n_{k}}.
L. Panaitopol dimostrò nel 2000 che è sufficiente scegliere {\displaystyle n_{k}=2k} e, in particolare, dimostrò che:
{\displaystyle p_{n+1}^{n-\pi (n)}<p_{1}p_{2}...p_{n}}
dove {\displaystyle \pi (x)} è la funzione enumerativa dei primi.